# Eudromia
Eudromia é um gênero de ave da família Tinamidae.

## Espécies
- Eudromia elegans I. Geoffroy Saint-Hilaire, 1832 - Martineta ou martineta-elegante[1]
- Eudromia formosa (Lillo, 1905) - Quebracho ou martineta-do-chaco[1]